# Luc Mondry
Luc Mondry (Ixelles, 1938 - Woluwe-Saint-Lambert, 1999) est un artiste peintre, aquarelliste et dessinateur bruxellois du XXe siècle, appartenant au mouvement abstrait.

## Sa biographie
A l’âge de 20 ans, Luc Mondry entrepris des études artistiques à l’École supérieure Saint-Luc de Saint-Gilles (Bruxelles) de 1958 à 1961, auprès de l’artiste Gaston Bertrand (1910-1994) qui fut son maître. De 1963 à 1964, il partit en Afrique comme coopérant-éducateur au Congo belge, en remplacement de son service militaire. De retour au pays, il présenta sa première exposition personnelle à la galerie « Le Disque Rouge » à Bruxelles en 1964, en partenariat avec son condisciple Francis De Bolle (né en 1939), et il se maria peu après. En 1967, on lui offrit un poste à l’Ecole supérieure Saint-Luc à Bruxelles, où il enseigna la peinture jusqu’en 1969. Il poursuivit également son œuvre et présenta une exposition en 1972, à l’instigation du Ministère de la Culture, qui lui accorda une bourse, en même temps qu’à Jacques Lacomblez (né en 1934), Gisèle Van Lange (née en 1929) et Jean Willame (né en 1932). Cette exposition itinérante fut présentée au Musée des Beaux-Arts Mons, puis à la Maison de la Culture à Namur, à la galerie Sigma 13 à Tournai et à l’Ecole des Beaux-arts de Wavre. Les 2-21 février 1973, il présenta sa première exposition à la galerie Armorial à Bruxelles, qui fut suivie de quatre autres, les 10-28 janvier 1975, en 1978, puis les 2-20 mai 1980 et 4-23 mars 1982. Entre-temps, il séjourna en Auvergne (France) en 1974 et 1975, où la visite de diverses abbayes cisterciennes lui insuffla une série d’œuvres spiritualistes. À partir de 1980, il s’adonna à la peinture gauchère et intégra le groupe « Artes Bruxellae » (créé en 1973). Au-delà de son œuvre, Luc Mondry continua également à transmettre son savoir et enseigna la peinture à l’académie des Beaux-Arts de Tournai de 1979 à 1980, puis à l’école de La Clairière à Watermael-Boitsfort en 1983 où il poursuivit auprès d’enfants handicapés une pédagogie basée sur l’expression graphique. Il y rencontra Nicole Babilas, avec qui il fonda l’école de dessin des Platanes, centre de jour de La Clairière pour adultes souffrant de déficience mentale modérée ou sévère. Il participa encore à diverses expositions collectives ou individuelles, notamment au Château Malou (17 mars – 2 avril) et à la Salle Allende de l’Université libre de Bruxelles en 1988, à la Cité Fontainas à Saint-Gilles en 1992 (13 février-7 mars) ou encore à la Galerie Zedes à Bruxelles (9-24 juin 1995). Depuis son décès, quelques rétrospectives ont permis de mettre en avant son œuvre, notamment à la Galerie Albert Dumont les 17 février - 20 mars 2011.

## Ses œuvres
Ses œuvres ont été acquises tant par des particuliers que par des institutions belges fédérales et régionales, parmi lesquelles :
- État belge
- Communauté française de Belgique (actuelle Fédération Wallonie-Bruxelles)
- Musées royaux des beaux-arts de Belgique (Bruxelles)
- Musée des beaux-arts de Tournai
- Fondation pour l’Art Belge Contemporain du Musée de Louvain-la-Neuve
- Centre culturel de Florenville
- Commune de Woluwe-Saint-Lambert
- Banque nationale de Belgique à Bruxelles
- Banque Dexia (aujourd'hui Belfius)